# قبس شعري
قبس شعري (الاسم العلمي:Phlox pilosa) هو نوع من النباتات يتبع جنس القبس من الفصيلة البولامونية.